# El Tomatal
El Tomatal es una comunidad en el municipio de Santa María Colotepec en el estado de Oaxaca. El Tomatal está a 10 metros de altitud. 

## Geografía
Está ubicada a 15° 28' 13.8"  latitud norte y 96° 33' 5.04"  longitud oeste.

## Población
Según el censo de población de INEGI del 2010: la comunidad cuenta con una población total de 628 habitantes, de los cuales 302 son mujeres y 326 son hombres. Del total de la población 64 personas hablan alguna lengua indígena.

## Ocupación
El total de la población económicamente activa es de 189 habitantes, de los cuales 145 son hombres y 44 son mujeres.